# 神戸市立飛松中学校
神戸市立飛松中学校（こうべしりつ とびまつちゅうがっこう）は、兵庫県神戸市須磨区にある公立中学校。

## 沿革
- 1947年4月1日 - 学制改革により新制の神戸市立飛松中学校誕生
- 1947年4月22日 - 第一回入学式 生徒750名
- 1952年6月24日 - 4号館（鉄筋3階建）竣工
- 1954年10月2日 - 5号館竣工
- 1956年9月3日 - 6号館（2階、3階）増築工事完了講堂竣工
- 1958年9月6日 - プール竣工記念式典
- 1959年3月25日 - 5号館増築工事完成
- 1962年3月2日 - 7号館竣工
- 1963年8月31日 - 北庭改修工事竣工（前年の集中豪雨にて大陥没、使用不能に）
- 1972年3月25日 - 飛松中学より立白川台中学校分離決定
- 1973年3月22日 - 1号館改修工事に伴いパイプ校舎建設開始
- 1973年12月4日 - 1号館新館竣工
- 1995年1月17日 - 午前5時46分、阪神・淡路大震災発生
- 1995年4月11日 - 5号館解体工事完了、仮設教室使用開始
- 1995年8月26日 - 避難所解消
- 1997年5月12日 - 全校生、新校舎に移転
- 1997年6月10日 - 2号館解体工事完了
- 1998年8月18日 - トライやるウィーク開始
- 1999年3月25日 - 心のふれあい相談室設置
- 2000年12月1日 - ウインドブレーカー採用
- 2006年4月1日 - 標準服着こなしの見直し
- 2007年5月26日 - 「とびまつ森の会」発足
- 2007年3月31日 - 2号館エレベーター設置
- 2009年10月1日 - アカシヤの森、斜面工事開始
- 2009年11月16日 - 飛松検定廃止
- 2010年4月27日 - 製氷機導入
- 2010年6月1日 - 校内BGM開始
- 2012年3月 - ネックウォーマー着用許可

## 校歌
- 衣畑昌美作詞／増田平雄作曲

## 部活動

### 運動部
- 野球部
- ソフトテニス部
- 卓球部
- 剣道部
- 男子バスケットボール部
- 女子バレーボール部

### 文化部
- 吹奏楽部
- 美術部
- 理科研究部

## 歴代校長
- 第1代目 山本秀一（1947年4月 - 1958年3月）
- 第2代目 安藤不二夫（1958年4月 - 1964年3月）
- 第3代目 秋山一郎（1964年4月 - 1968年3月）
- 第4代目 上霜達雄（1968年4月 - 1975年3月）
- 第5代目 長山内守（1978年4月 - 1981年3月）
- 第6代目 吉川司郎（1981年4月 - 1982年3月）
- 第7代目 岸本豊（1982年4月 - 1987年3月）
- 第8代目 筒井一雄（1987年4月 - 1990年3月）
- 第9代目 横田元一（1990年4月 - 1993年3月）
- 第10代目 中山猛志（1993年4月 - 1996年3月）
- 第11代目 長尾選（1996年4月 - 1998年3月）
- 第12代目 堀井宏祐（1998年4月 - 2001年3月）
- 第13代目 長谷川雅信（2001年4月 - 2003年3月）
- 第14代目 磯野武之助（2003年4月 - 2005年3月）
- 第15代目 堀正人（2005年4月 - 2008年3月）
- 第16代目 松浦町子（2008年4月 - 2011年3月）
- 第17代目 東郷淳（2011年4月 - 2016年3月）
- 第18代目 井上智（2016年4月 - 2019年3月）
- 第19代目 佐々木裕二（2019年4月-2023年3月）

## 著名な卒業生
- 桂文喬（落語家）
- 樫野孝人（実業家、政治家、著作家、(株)CAP代表取締役、かもめ地域創生研究所理事）
- 新原秀人（政治家、歯科医師）
- 濱田マリ（歌手、女優、ナレーター、タレント）
- 美栞了（アイドル、女優、別名義＝古柴香織）
- コザック前田（ミュージシャン、ガガガSPメンバー）
- 高橋潤子（元バレーボール選手）
- 三原舞依（フィギュアスケート選手）

## 交通アクセス
- 山陽電気鉄道本線 「東須磨駅」より北に徒歩７分

## 通学区域が隣接している学校
- 神戸市立横尾中学校
- 神戸市立高倉中学校
- 神戸市立鷹取中学校
- 神戸市立太田中学校
- 神戸市立高取台中学校